# بارلي بير
بارلي بير (بالإنجليزية: Parley Baer)‏ مواليد 5 أغسطس 1914 في سولت ليك، الولايات المتحدة - الوفاة 22 نوفمبر 2002 في لوس أنجلوس، هو ممثل أمريكي بدأ مسيرته الفنية سنة 1940. امتدت مسيرته الفنية لأكثر من 57 عاما.

## الأعمال
- الأب أعلم
- أنا أحب لوسي
- ذا ريفلمان
- 77 سانست ستريب
- هازل
- المريخيون
- مغامرات أوزي وهارييت
- بونانزا
- آي دريم أوف جيني
- ذا لوسي شو

## روابط خارجية
- بارلي بير على موقع IMDb (الإنجليزية)
- بارلي بير على موقع ألو سيني (الفرنسية)
- بارلي بير على موقع أول موفي (الإنجليزية)
- بارلي بير على موقع قاعدة بيانات الأفلام السويدية (السويدية)
- بارلي بير على موقع إن إن دي بي (الإنجليزية)
- بارلي بير على موقع قاعدة بيانات الفيلم (الإنجليزية)
- بارلي بير على موقع كينوبويسك (الروسية)